# Delaware County, Pennsylvania
Delaware County är ett administrativt område i delstaten Pennsylvania i USA, med 558 979 invånare. Den administrativa huvudorten (county seat) är Media. 

## Politik
Delaware County tenderar att rösta på demokraterna i politiska val.
Demokraternas kandidat har vunnit rösterna i countyt i samtliga presidentval sedan valet 1992. Dessförinnan hade republikanernas kandidat vunnit countyt i alla presidentval utom 1964 sedan 1888.
I presidentvalet 2016 vann demokraternas kandidat countyt med 59,3 procent av rösterna mot 37,0 för republikanernas kandidat. År 2020 vann Joe Biden Delaware County med hela 62,9% av rösterna, jämfört med 36,1% för Donald Trump.

## Geografi
Enligt United States Census Bureau har countyt en total area på 495 km². 477 km² av den arean är land och 18 km² är vatten.

### Angränsande countyn
- Montgomery County - nord
- Philadelphia County - öst
- Gloucester County, New Jersey - sydost
- New Castle County, Delaware - sydväst
- Chester County - väst

### Orter
- Aldan
- Brookhaven
- Chester
- Chester Heights
- Clifton Heights
- Collingdale
- Colwyn
- Darby
- East Lansdowne
- Eddystone
- Folcroft
- Glenolden
- Lansdowne
- Marcus Hook
- Media (huvudort)
- Millbourne
- Morton
- Norwood
- Parkside
- Prospect Park
- Ridley Park
- Rose Valley
- Rutledge
- Sharon Hill
- Swarthmore
- Trainer
- Upland
- Yeadon